# Susan Partridge
Joan Susan Vernon Partridge, detta Sue (Wellington, 12 settembre 1930 – Neuilly-sur-Seine, 4 dicembre 1999), è stata una tennista britannica naturalizzata francese.

## Biografia
Si è sposata nel 1953 con il collega francese Philippe Chatrier acquisendone la nazionalità e ha iniziato a competere con il cognome da coniugata, i due hanno successivamente divorziato.

## Carriera
A livello giovanile ha raggiunto la finale del singolare ragazze a Wimbledon 1949, tra le adulte ha raggiunto i quarti di finale al Roland Garros 1953 dove viene eliminata da Maureen Connolly, è stata l'unica tennista in grado di vincere un set negli Slam contro la statunitense nell'anno del suo Grande Slam.
Agli Internazionali d'Italia 1952 ha conquistato il torneo senza cedere set alle avversarie mentre agli Internazionali di Monte Carlo ha raggiunto due finali nel doppio femminile conquistando il titolo nel 1957 insieme a Ginette Bucaille.